# كأس الاتحاد التايلاندي 2017
كأس الاتحاد التايلاندي 2017 (بالتايلندية: ช้าง เอฟเอคัพ 2560)‏ هو موسم من دوري الدرجة الأولى الروماني. كان عدد الأندية المشاركة فيه 74، وفاز فيه نادي شيانج ري يونايتد.